# Донской 9-й казачий полк
9-й Донской казачий генерал-адъютанта графа Орлова-Денисова полк

## Ранние формирования полка
10-й Донской казачий полк являлся прямым наследником Донского казачьего Мельникова 4-го (до 1813 года — 3-го) полка, который был сформирован в 1806 году. Полк Мельникова 4-го принимал участие в русско-турецкой войне 1806—1812 годов, Отечественной войне 1812 года (состоял в летучем корпусе атамана Платова) и последующих в 1813—1815 годах Заграничных походах.
Впервые Донской казачий полк под № 9 был сформирован 26 мая 1835 года на основании нового положения о Донском казачьем войске. Периодически этот полк созывался в строй и распускался на льготу, также менялся его текущий номер (в зависимости от свободного номера полка при созыве). Кроме номера в названии полка также положено было означать и имя его текущего командира.
В кампании 1853—1856 годов полк сражался в рядах Дунайской армии, а затем находился в Крыму.

## Окончательное формирование полка
В 1873 году с Дона на внешнюю службу был вызван очередной Донской казачий № 29 полк и 27 июля 1875 года он был назван Донской казачий № 9-го полк. С этих пор полк оставался первоочередным и более на льготу не распускался.
Во время русско-турецкой войны 1877—1878 годов полк состоял в 9-й кавалерийской дивизии и сражался на Балканах.
С 24 мая 1894 года полк именовался как 9-й Донской казачий полк. 26 августа 1904 года вечным шефом полка был назван генерал-адъютант и генерал от кавалерии граф В. В. Орлов-Денисов и его имя было присоединено к имени полка.
В 1914—1917 годах полк принимал участие в Первой мировой войне  . Участвовал в Заднестровской операции 26 апреля - 2 мая 1915 г.

## Знаки отличия полка
- Полковое Георгиевское знамя с надписью «За подвиги, оказанные в Отечественную войну 1812 года и при Краоне и Лаоне», пожалованное 29 апреля 1869 года и унаследованное от Донского казачьего Мельникова 4-го полка (первоначально знамя было пожаловано 13 января 1816 года).
- Знаки отличия на головные уборы с надписью «За отличие в Турецкую войну 1877 и 1878 годов», пожалованные 17 апреля 1878 года
- Одиночные белевые петлицы на воротнике и обшлагах нижних чинов, пожалованные 6 декабря 1908 года.

## Командиры полка
- 1852 — 1869 — подполковник (с 27.12.1854 полковник) Фомин, Павел Степанович
- 04.04.1870 — 25.10.1873 — полковник Мартынов, Андрей Дмитриевич
- в 1877 — полковник Нагибин, Александр
- ? — 1885 — полковник (с 15.05.1883 генерал-майор) Леонов, Алексей Алексеевич
- 29.10.1886 — 07.02.1890 — полковник Мандрыкин, Алексей Григорьевич
- 24.04.1890 - 04.03.1893 полковник М.Х.Авраамов
- 04.03.1893 — 28.02.1897 — полковник (с 14.05.1896 генерал-майор) Смирнов, Николай Михайлович
- 21.05.1897 - 06.06.1900 полковник Ф.Н.Черячукин
- 26.06.1900 — 25.06.1904 — полковник Болдырев, Степан Алексеевич
- 28.07.1904 - 23.11.1906 полковник А.Бирюков
- 24.11.1906 - 13.12.1909 полковник К.М.Костин
- 13.12.1909 - 09.03.1911 полковник П.Г.Пахомов
- 09.03.1911 — 11.09.1914 — полковник Греков, Петр Иванович
- 11.09.1914 - 23.04.1916 - полковник И.Д.Попов
- 29.04.1916 - 18.03.1917 - полковник Л.И.Савченко-Маценко
- 11.05.1917 - полковник Л.В.Короченцов